# La Sagrada
La Sagrada is een gemeente in de Spaanse provincie Salamanca in de regio Castilië en León met een oppervlakte van 40,83 km². La Sagrada telt 112 inwoners (1 januari 2016).

## Demografische ontwikkeling
Bron: INE, 1857-2011: volkstellingen
Opm.: In 1857 werden de gemeenten Anaya de Huebra en Carrascalejo de Huebra aangehecht